# 家源橋
家源橋位於臺灣宜蘭縣大同鄉太平村境內，是台7甲線上的公路橋，橫跨蘭陽溪。橋梁名稱來自於前臺灣省政府交通處處長侯家源。最初的家源橋落成於1959年3月，為單線道橋樑。後來在下游側蓋新橋，於1980年11月落成。之後舊橋為北往南的單行道，新橋則是南向北的單行道。
後來由於橋基裸露情形嚴重，加上短期強降雨越來越常出現，造成蘭陽溪溪水有瞬間暴漲的情況，並導致颱風侵襲期間常需預警性封橋。於是相關單位遂在更下游處另建新的家源橋，於2021年8月7日舉行通車儀式。

## 其他
在第一代家源橋南端，立有「殉職警察人員紀念碑」。紀念碑用以紀念1967年2月8日因公殉職的宜蘭縣政府警察局三星分局分局長胡政，和他所率領的警員姜清和、王傳漢、大同分駐所所長秦亮正、巡佐白福壽、隊員徐榮華、司機王芳川等人。他們在該年2月7日前往太平山區查察並慰問執行冬防勤務同仁及民防人員，次日回程在家源橋附近車子意外墜落深谷。